# Miguel Patiño Velázquez
Miguel Patiño Velázquez MSF (La Piedad, Michoacán, México, 30 de septiembre de 1938-Uruapan, Michoacán, 21 de septiembre de 2019) fue un religioso católico mexicano, obispo de Apatzingán en el estado de Michoacán entre 1981 y 2014.

## Biografía
Fue ordenado sacerdote el 16 de junio de 1963 para la Congregación de Misioneros de la Sagrada Familia, de la cual fue integrante.  
El 9 de abril de 1981 fue nombrado III obispo de Apatzingán por el papa Juan Pablo II, siendo consagrado como tal el 21 de mayo siguiente y fungiendo como consagrante Girolamo Prigione, Nuncio Apostólico en México y como coconsagrantes José Fernández Arteaga, obispo de Colima y su inmediato antecesor en la sede de Apatzingán y Victorino Álvarez Tena, obispo de Celaya y que había sido el primer titular de la diócesis de Apatzingán. 
El 22 de septiembre de 2019 fue anunciado su fallecimiento a través de un comunicado expedido por la Conferencia del Episcopado Mexicano.